# Sankt Nikolai im Sausal
Sankt Nikolai im Sausal é um município da Áustria, situado no distrito de Leibnitz, na estado da Estíria. Tem 26,16 km² de área e sua população em 2019 foi estimada em 2.278 habitantes.